# Найваша (місто)
Найваша (англ. Naivasha) — місто в Кенії, розташоване в провінції Рифт-Валлі.

## Географія
Місто розташоване на висоті 2085 метрів над рівнем моря.

### Клімат
Місто знаходиться у зоні, котра характеризується морським кліматом. Найтепліший місяць — березень із середньою температурою 17 °C (62.6 °F). Найхолодніший місяць — липень, із середньою температурою 14.2 °С (57.6 °F).
| Клімат Найваші          | Клімат Найваші | Клімат Найваші | Клімат Найваші | Клімат Найваші | Клімат Найваші | Клімат Найваші | Клімат Найваші | Клімат Найваші | Клімат Найваші | Клімат Найваші | Клімат Найваші | Клімат Найваші | Клімат Найваші |
| Показник                | Січ.           | Лют.           | Бер.           | Квіт.          | Трав.          | Черв.          | Лип.           | Серп.          | Вер.           | Жовт.          | Лист.          | Груд.          | Рік            |
| Середня температура, °C | 16,3           | 16,7           | 17             | 16,8           | 16             | 14,7           | 14,2           | 14,3           | 14,9           | 15,8           | 15,6           | 15,8           | 15,7           |
| Норма опадів, мм        | 38.5           | 41.8           | 60.4           | 139.4          | 103.2          | 43.2           | 37.8           | 42.8           | 37.2           | 46.3           | 70.4           | 52.3           | 713.3          |
| Днів з опадами          | 10,6           | 11             | 14,8           | 22             | 19,3           | 10,9           | 11,6           | 12,4           | 10,6           | 13,8           | 19,8           | 12,8           | 169,6          |
| Вологість повітря, %    | 56.4           | 55.1           | 59             | 69.4           | 72.9           | 72.6           | 72.8           | 70.8           | 64.8           | 62.6           | 67.3           | 62.8           | 65.5           |
| ----------------------- | -------------- | -------------- | -------------- | -------------- | -------------- | -------------- | -------------- | -------------- | -------------- | -------------- | -------------- | -------------- | -------------- |
| Джерело: Weatherbase    |                |                |                |                |                |                |                |                |                |                |                |                |                |

## Історія
У Найваші було підписано угоду між Народною армією визволення Судану і Суданом в січні 2005 року. Угода поклала кінець другій громадянській війни в Судані.

## Демографія
Населення міста за роками:
| 1999   | 2010   |
| ------ | ------ |
| 32 222 | 42 029 |